# Tanaka Kōichi
Tanaka Kōichi (tiếng Nhật: 田中 耕一) là nhà hóa học người Nhật Bản. Ông là một trong ba chủ nhân của Giải Nobel Hóa học năm 2002. Công trình đã giúp nhà khoa học Nhật Bản đoạt giải là phát triển cách thức nhận diện và phân tích các phân tử sinh học lớn. Cùng nhận giải có Kurt Wüthrich và John B. Fenn.